# Astragalus dependens
Astragalus dependens är en ärtväxtart som beskrevs av Aleksandr Andrejevitj Bunge. Astragalus dependens ingår i släktet vedlar, och familjen ärtväxter.

## Underarter
Arten delas in i följande underarter:
- A. d. aurantiacus
- A. d. dependens
- A. d. flavescens